# Vincent Rondot
 (mai 2019).
Si vous disposez d'ouvrages ou d'articles de référence ou si vous connaissez des sites web de qualité traitant du thème abordé ici, merci de compléter l'article en donnant les références utiles à sa vérifiabilité et en les liant à la section « Notes et références ».
Vincent Rondot est un égyptologue français, directeur de recherche au CNRS, président de la société internationale des études nubiennes, et membre du comité de direction de la société française d'égyptologie. Ancien directeur de la SFDAS, il dirige la mission de fouille à el-Hassa au Soudan.
Il est nommé en 2014 directeur du département des antiquités égyptiennes du musée du Louvre, succédant ainsi à Guillemette Andreu-Lanoë.